# Verrua Savoia
Verrua Savoia es una localidad y comune italiana de la provincia de Turín, región de Piamonte, con 1.471 habitantes.

## Historia
Importante fortaleza del Ducado de Saboya, fue ocupada y destruida por las tropas franco-españolas el 9 de abril de 1705 durante la guerra de sucesión española, tras un largo asedio iniciado el 14 de octubre anterior.

## Evolución demográfica
| Gráfica de evolución demográfica de Verrua Savoia entre 1861 y 2001 |
|                                                                     |
| Fuente ISTAT - elaboración gráfica de Wikipedia                     |